# Vario LF3
Vario LF3 – czeski trójczłonowy niskopodłogowy tramwaj. Wóz został wyprodukowany przy współpracy firm Pragoimex, Krnovské opravny a strojírny i VKV Praha, które współpracują w ramach konsorcjum Aliance TW Team.
Miłośnicy transportu tramwajowego nazywają czasem wozy VariuLF3 „trójwana“ (trójczłonowe Vario LF3 wywodzi się z wozu Vario LF = „wana“).

## Konstrukcja
Popyt na transport tramwajowy w niektórych miastach ulega corocznie nieznacznemu zwiększeniu. Dlatego rośnie zapotrzebowanie na pojazdy o dużej pojemności, takie jak tramwaje Tatra KT8D5, które uległy obecnie udanym modernizacjom. Ale konieczny jest również zakup dodatkowych wagonów, które byłyby wsparciem dla sieci tramwajowej o dużych potokach pasażerskich. Niektóre firmy transportowe postanowiły przebudować starsze tramwaje dwuczłonowe na trójczłonowe (Brno - Tatra K3R-N, Pilzno - Tatra K3R-NT). Drugi wariant (dostarczenie nowych pojazdów) postanowiła wcielić w życie Ostrawa, zamawiając fabrycznie nowe wagony Vario LF3.
Jest to jednokierunkowy, ośmioosiowy silnikowy wagon tramwajowy, składający się z 3 członów, które są ze sobą połączone przegubami. Prawy bokj pudła posiada pięć par drzwi odskokowych. Każdy z członów jest częściowo niskopodłogowy. Udział niskiej podłogi (350 mm nad główką szyny) wynosi 50% z całkowitej powierzchni. Wysoka podłoga (860 mm nad szyną) znajduje się częściowo w 1 i 3 członie oraz nad wózkami.
Vario LF3 posiada wyposażenie asynchroniczne TV Europulse (zainstalowane na dachu), wózki typu Komfort oraz pantograf połówkowy. Wygląd przodu i tyłu zaprojektował inż. arch. František Pelikán.
W roku 2008 została wyprodukowana dwukierunkowa odmiana tego tramwaju, oznaczona jako VarioLF3/2.

## Dostawy tramwajów
Dwa wozy Vario LF3 zostały wyprodukowane w latach 2006 i 2007.
| Państwo | Miasto  | Artykuł | Typ      | Lata dostaw | Ilość | Numery     | Uwagi | Źródło |
| ------- | ------- | ------- | -------- | ----------- | ----- | ---------- | ----- | ------ |
| Czechy  | Ostrawa | artykuł | VarioLF3 | 2006–2007   | 2     | 1401, 1602 |       | [ 1 ]  |